# مارک شالر
مارک شالر (انگلیسی: Mark Schaller؛ زادهٔ ۲۷ نوامبر ۱۹۶۲) روان‌شناس اهل ایالات متحده آمریکا است. دانشمند روان‌شناسی است که کمک‌های زیادی به مطالعه روان‌شناسی انسان، به‌ویژه در حوزه‌های شناخت اجتماعی، تفکر قالبی، روان‌شناسی فرگشتی و روان‌شناسی فرهنگی داشته‌است. او استاد روان‌شناسی در دانشگاه بریتیش کلمبیا است.